# ポール・ゴンザレス
ポール・リチャード・ゴンザレス（Paul Richard Gonzalez、1969年4月22日 - ）は、アメリカ合衆国・テキサス州フォートワース出身の元プロ野球選手（内野手）。
オーストラリア在住の女性との恋愛をきっかけにオーストラリア国籍を取得し、アメリカ合衆国とオーストラリアの二重国籍を持つ。

## 来歴・人物
1990年のMLBドラフト10巡目でサンディエゴ・パドレスに指名され契約。メジャー昇格を果たせぬまま1994年シーズン途中にシカゴ・ホワイトソックスに移籍するが、ここでもメジャー昇格は果たせなかった。
1996年は、独立リーグのテキサス・ルイジアナ・リーグに加盟しているアビリーン・プレイリードッグスでプレー。
1997年と1998年は、イタリア野球リーグでプレー。
1998年6月、オリックス・ブルーウェーブの入団テストに合格。翌1999年、正式に入団。5月16日の対西武戦（西武ドーム）で5番・指名打者につき、初めてスタメンを勝ち取った。しかし、外国人枠（この年のオリックスには、野手の上限が2人に対して投手がマーク・ミムズ、エドウィン・ハタド、ウィリー・バンクスの3人、野手に至ってはゴンザレス、トロイ・ニール、クリス・ドネルス、ハービー・プリアム、ロベルト・ペレスの5人と計8人も在籍していた）の関係で間もなくして二軍に降格されてしまう。この年のジュニアオールスターゲームでは、ウエスタン・リーグの5番・指名打者として出場している。結局、一軍出場は8試合のみとなり、シーズン終了後に自由契約となった。
1996年のアトランタオリンピック、2000年のシドニーオリンピック、2004年のアテネオリンピックと3度のオリンピックでオーストラリア代表に選出されている。アテネではチームの銀メダル獲得に貢献した。

## 詳細情報

### 年度別打撃成績
| 年 度     | 球 団      | 試 合 | 打 席 | 打 数 | 得 点 | 安 打 | 二 塁 打 | 三 塁 打 | 本 塁 打 | 塁 打 | 打 点 | 盗 塁 | 盗 塁 死 | 犠 打 | 犠 飛 | 四 球 | 敬 遠 | 死 球 | 三 振 | 併 殺 打 | 打 率 | 出 塁 率 | 長 打 率 | O P S |
| --------- | ---------- | ----- | ----- | ----- | ----- | ----- | -------- | -------- | -------- | ----- | ----- | ----- | -------- | ----- | ----- | ----- | ----- | ----- | ----- | -------- | ----- | -------- | -------- | ----- |
| 1999      | オリックス | 8     | 16    | 16    | 2     | 3     | 1        | 0        | 1        | 7     | 1     | 0     | 0        | 0     | 0     | 0     | 0     | 0     | 6     | 1        | .188  | .188     | .438     | .625  |
| 通算：1年 | 通算：1年  | 8     | 16    | 16    | 2     | 3     | 1        | 0        | 1        | 7     | 1     | 0     | 0        | 0     | 0     | 0     | 0     | 0     | 6     | 1        | .188  | .188     | .438     | .625  |

### 記録
NPB
- 初出場：1999年5月8日、対千葉ロッテマリーンズ7回戦（千葉マリンスタジアム）、9回表にハービー・プリアムの代打で出場
- 初安打：1999年5月14日、対西武ライオンズ7回戦（西武ドーム）、6回表に松元秀一郎の代打で出場、潮崎哲也から右翼へ二塁打
- 初先発出場：1999年5月16日、対西武ライオンズ9回戦（西武ドーム）、5番・指名打者として先発出場
- 初本塁打・初打点：1999年5月18日、対千葉ロッテマリーンズ9回戦（岩手県営野球場）、3回裏に小宮山悟から中越ソロ

### 背番号
- 53 （1999年）
- 36 （2000年）
- 23 （2002年）